# العلاقات الصومالية السريلانكية
العلاقات الصومالية السريلانكية هي العلاقات الثنائية التي تجمع بين الصومال وسريلانكا.

## مقارنة بين البلدين
هذه مقارنة عامة ومرجعية للدولتين:
| وجه المقارنة                                              | الصومال                        | سريلانكا                         |
| --------------------------------------------------------- | ------------------------------ | -------------------------------- |
| المساحة (كم2)                                             | 637.66 ألف                     | 65.61 ألف                        |
| عدد السكان (نسمة)                                         | 14.74 مليون                    | 21.44 مليون                      |
| الكثافة السكانية (ن./كم²)                                 | 23.12                          | 326.78                           |
| العاصمة                                                   | مقديشو                         | سري جاياواردنابورا كوتي، كولمبو  |
| اللغة الرسمية                                             | اللغة الصومالية، اللغة العربية | اللغة السنهالية، اللغة التاميلية |
| العملة                                                    | شلن صومالي                     | روبية سريلانكي                   |
| الناتج المحلي الإجمالي (بليون دولار)                      | 7.37 مليار                     | 87.17 مليار                      |
| الناتج المحلي الإجمالي (تعادل القوة الشرائية) بليون دولار |                                | 246.62 مليار                     |
| الناتج المحلي الإجمالي الاسمي للفرد دولار أمريكي          | 549                            | 3.93 ألف                         |
| الناتج المحلي الإجمالي للفرد دولار أمريكي                 |                                | 11.11 ألف                        |
| مؤشر التنمية البشرية                                      |                                | 0.757                            |
| رمز المكالمات الدولي                                      | +252                           | +94                              |
| رمز الإنترنت                                              | .so                            | .lk،                             |
| المنطقة الزمنية                                           | ت ع م+03:00                    | ت ع م+05:30                      |

## منظمات دولية مشتركة
يشترك البلدان في عضوية مجموعة من المنظمات الدولية، منها:
| علم المنظمة | اسم المنظمة                               | تاريخ انضمام الصومال | تاريخ انضمام سريلانكا |
| ----------- | ----------------------------------------- | -------------------- | --------------------- |
|             | مؤسسة التنمية الدولية                     | 31 أغسطس 1962        | 27 يونيو 1961         |
|             | يونسكو                                    | 15 نوفمبر 1960       | 14 نوفمبر 1949        |
|             | الأمم المتحدة                             | 20 سبتمبر 1960       | 14 ديسمبر 1955        |
|             | الاتحاد البريدي العالمي                   | ?                    | ?                     |
|             | البنك الدولي للإنشاء والتعمير             | 31 أغسطس 1962        | 29 أغسطس 1950         |
|             | الاتحاد الدولي للاتصالات                  | 28 سبتمبر 1962       | 1897                  |
|             | منظمة حظر الأسلحة الكيميائية              | ?                    | ?                     |
|             | مؤسسة التمويل الدولية                     | 31 أغسطس 1962        | 20 يوليو 1956         |
|             | المركز الدولي لتسوية المنازعات الاستشارية | 30 مارس 1968         | 11 نوفمبر 1967        |
|             | منظمة الشرطة الجنائية الدولية             | ?                    | ?                     |

## وصلات خارجية
- موقع وزارة الخارجية الصومالية
- موقع وزارة الخارجية السريلانكية